# Alzheimers sjukdom
Alzheimers sjukdom, ofta bara alzheimer, är en neurodegenerativ sjukdom och står för 60–70 procent av samtliga fall av demens. Demens är ett syndrom där minnet försämras och vardagliga aktiviteter försvåras.
Det första symptomet är oftast minnesförlust. Tidiga symptom misstolkas ofta för att vara orsakade av åldrande eller stress. I tidiga stadier av sjukdomen är det vanligen korttidsminnet som är påverkat. I senare stadier framträder symptom som problem med språket, problem med att utföra motoriska rörelser, förvirring, irritabilitet och aggressivitet, humörsvängningar, stresskänslighet, minnesstörningar, och ett allmänt tillbakadragande när de psykiska funktionerna successivt försämras. Successivt försämras förmågan att utföra moment i den dagliga livsföringen. Vid långt framskriden sjukdom försämras de kroppsliga funktionerna, vilket slutligen leder till döden.
Diagnosen ställs utifrån sjukdomshistoria och kognitiva tester, med blodprov och ofta radiologisk undersökning för att utesluta andra orsaker. Den individuella prognosen är svårbedömd. Orsaken till Alzheimers sjukdom är inte helt klarlagd. Vid sjukdomen ses särskilda förändringar i hjärnan. Det finns ingen bot för Alzheimers sjukdom. De behandlingar som ges erbjuder en liten symptomatisk nytta. Det finns ingen behandling som kan förlångsamma eller stoppa sjukdomsförloppet. Livsstilsförändringar kan förebygga Alzheimers sjukdom.
Anhöriga tar ofta rollen som vårdare. Det är ofta en stor börda för anhöriga att ta hand om personer med Alzheimers sjukdom. Alzheimers sjukdom är en av de mest kostsamma sjukdomarna för samhället. Sjukdomen bär namn efter den tyske psykiatern och neuropatologen Alois Alzheimer som 1906 var först med att beskriva den.

## Symptom
Redan innan symptom framträder finns sjukdomstecken i hjärnan. Det tidigaste symptomet är påverkan av närminnet, så kallad lindrig kognitiv störning. Därefter framträder allt större påverkan på tänkandet, kognitionen och beteendet. När funktioner i den dagliga livsföringen är nedsatt föreligger demens.
Det första symptomet är oftast minnesförlust: vanligen är det korttidsminnet som är påverkat. Tidiga symptom misstolkas ofta för att vara orsakade av åldrande eller stress.
I senare skede framträder symptom som problem med språket, problem med att utföra motoriska rörelser, förvirring, irritabilitet och aggressivitet, humörsvängningar, stresskänslighet, minnesstörningar, och ett allmänt tillbakadragande när de psykiska funktionerna successivt försämras. Successivt försämras förmågan att utföra moment i den dagliga livsföringen, så som enklare praktiska sysslor som att diska eller brygga kaffe blir för svåra. Individen brukar ha minskad sjukdomsinsikt.
Vid långt framskriden sjukdom försämras de kroppsliga funktionerna, vilket slutligen leder till döden.

## Orsaker

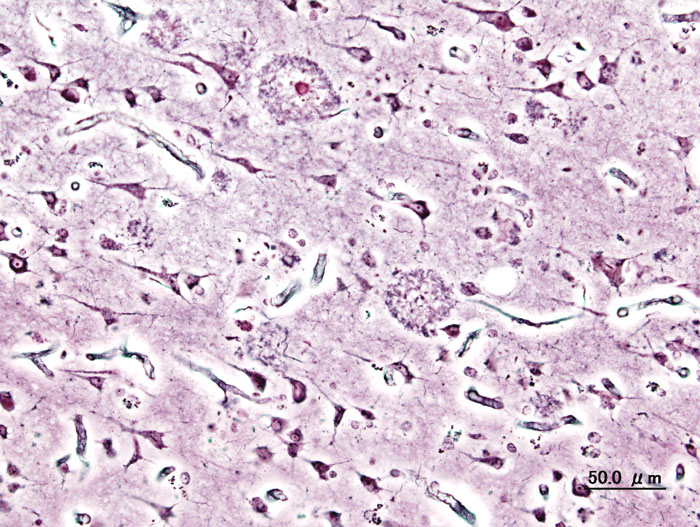
Senila plack i hjärnbarken hos patient med Alzheimers sjukdom

Det finns ingen heltäckande förklaring till sjukdomen men observationer har gjorts där man sett att nervcellerna i hjärnans minnescentrum förtvinar. Processen kan sprida sig till hjässloben, så att förmågan att förstå och tolka olika sinnesintryck avtar. Även hjärnans pannlober, där omdöme, insikt och impulskontroll sitter, kan drabbas. Bevis har hittats som tyder på att amyloid-β anrikas i plack lokaliserade till cortex i storhjärnan, där även intellektuella centrum finns, men det är oklart om de är orsak eller resultat av sjukdomen.
Senila plack som består av amyloid-beta (Aβ)-peptider förekommer i hjärnan vid Alzheimers sjukdom. Neurofibrillära trassel (tangles) som är onormala filament som består av det fosforylerade proteinet tau förekommer vid Alzheimers sjukdom. Förlust av synapser i särskilda områden i hjärnan och atrofi av hjärnan (minskad hjärnvävnad) är en del i Alzheimers sjukdom.

### Tau
Tau-proteiner tros vara en del av mikrotubuli, som används för att transportera näringsämnen från neuronkärnan till synapsen. Vid Alzheimers sjukdom har fosforylerade tau-proteiner trasslat ihop sig till en spiral, så kallade tangles, och transportfunktionen påverkas negativt. Tangles verkar uppstå naturligt i vissa områden i hjärnan med stigande ålder, men när det sker i andra särskilda områden i hjärnan har det påvisats en korrelation med kognitiv försämring som del av Alzheimers sjukdom.

### Amyloid-beta
Aβ-peptider efter de klyvts från proteinet amyloid-betaproteinprekursor förekommer som monomerer (en och en), men dessa peptider har en tendens att klibba ihop (aggregera) till dimerer (två stycken) vilka sedan kan bilda aggregat kallade oligomerer och vid vidare aggregering fibriller. Aβ-oligomerer och Aβ-fibriller utgör så kallade Aβ-plack. Runt dessa Aβ-plack finns aktiverade mikroglia som del av en inflammation.

### Genetik
Alzheimers sjukdom med debut efter 65 års ålder har en heritabilitet på 70 %. Apolipoprotein E (ApoE) är ett protein involverat i lipidmetabolismen. Dess gen APOE har kopplats till den vanligaste formen av Alzheimers sjukdom som kallas sporadisk. ApoE tros påverka risken för att utveckla Alzheimers sjukdom genom att påverka utvecklingen av tau-tangles eller Aβ-plack.
Alzheimers sjukdom med debut före 65 års ålder (så kallad tidig debut) har en heritabilitet på 90 %. Ungefär 5 till 10 procent av alla fall av Alzheimers sjukdom beror på en enstaka genetisk mutation. Denna form kallas familjär Alzheimers sjukdom och kännetecknas av att den framträder mycket tidigare än den sporadiska formen, ofta vid 50–60 års ålder och i sällsynta fall redan 30–40 års ålder, och man ser en tydlig ärftlig koppling i släkten. Familjär Alzheimers sjukdom ärvs autosomalt dominant. Mutationerna har identifierats i åtminstone tre gener: presenilin 1 (PSEN1), presenilin 2 (PSEN2) och amyloid-betaproteinprekursor (APP).

## Riskfaktorer
Åldrande är den främsta riskfaktorn för demenssjukdomar. Riskfaktorer utöver hög ålder är bland annat högt blodtryck, diabetes, övervikt, rökning, alkoholkonsumtion och fysisk inaktivitet.

## Förebyggande
Risken för att utveckla Alzheimers sjukdom kan minskas genom att få så mycket utbildning som möjligt tidigt i livet, skydda huvudet från huvudskador, träna regelbundet, utföra mentalt stimulerande aktiviteter såsom att läsa eller spela schack, inte röka, att motverka och behandla diabetes, motverka och behandla högt blodtryck, minska stress, och hålla en sund kroppsvikt.

## Diagnostik
Diagnosen ställs utifrån sjukdomshistoria, helst från både personen själv och från anhöriga, och neuropsykologisk utredning med kognitiva tester som MMSE eller MoCA. Kroppslig undersökning, blodprov och ofta radiologisk undersökning såsom datortomografi av hjärnan används för att utesluta andra orsaker till symptomen.
Magnetresonanstomografi eller PET-kameraundersökning används i särskilda fall. Lumbalpunktion utförs i särskilda fall; i cerebrospinalvätskan kan man analysera förekomsten av särskilda ämnen som har koppling till Alzheimers sjukdom: fosforylerat tau och amyloid-beta (Aβ).
En säker diagnos kan emellertid bara ställas efter ett histologiskt vävnadsprov av hjärnan, vilket bara kan göras post mortem. Det finns inget blodprov som kan användas för att ställa diagnosen Alzheimers sjukdom.

## Behandling
Det finns ingen bot mot Alzheimers sjukdom. Behandlingar och åtgärder som ges riktar sig mot att lindra symptom och underlätta funktion.

### Läkemedel
De läkemedel som används vid Alzheimers sjukdom kan lindra symptomen, men effekten på symptomen är liten. Det finns inget läkemedel som kan fördröja eller stoppa sjukdomsförloppet. Populärt har dessa läkemedel kallats för "bromsmediciner", medan det är mer korrekt att kalla dem "symptomlindrande läkemedel".
Acetylkolinesterashämmare som rivastigmin, galantamin och donepezil hämmar enzymet acetylkolinesteras vilket gör att acetylkolin inte bryts ned lika snabbt utan stannar kvar längre och effekten av acetylkolin blir därför större.
Memantin, en NMDA-receptor-antagonist, motverkar de förhöjda glutamatnivåerna som är associerade med Alzheimers sjukdom.
Statiner, som är en grupp läkemedel som sänker blodfetterna, kan minska risken att utveckla Alzheimers sjukdom men de vetenskapliga bevisen är inte helt tydliga. Statiner har ingen effekt i att behandla Alzheimers sjukdom.

### Stöd
Anhöriga tar ofta rollen som vårdare. Det är ofta en stor börda för anhöriga att ta hand om personer med Alzheimers sjukdom.

## Prognos
Den individuella prognosen är svårbedömd, eftersom sjukdomens varaktighet varierar. Det kan gå flera år innan en person med Alzheimers sjukdom får tydliga symptom och en diagnos. Den genomsnittliga livslängden efter diagnos är omkring tre till nio år. Färre än tre procent lever mer än fjorton år efter diagnosen.

## Epidemiologi
Alzheimers sjukdom är den vanligaste orsaken till demens och står för 60 till 70 procent av samtliga fall av demens. Vanligen diagnostiseras sjukdomen hos personer över 65 år, men ungefär fem procent av fallen uppträder tidigare.
År 2019 hade ungefär 50 miljoner personer i världen Alzheimers sjukdom vilket beräknas öka till 152 miljoner personer år 2050. Under samma period förväntas antalet personer med Alzheimers sjukdom i Sverige att öka från ungefär 150 000 till 250 000 personer. Mellan 20 000 och 25 000 människor i Sverige får demens varje år.
Alzheimers sjukdom är en av de mest kostsamma sjukdomarna för samhället. Kostnaderna för demens i Sverige år 2012 beräknades vara 60 miljarder kronor, varav den största kostnaden låg på kommunerna (80 procent), 5 procent på landstingen och 15 procent på anhöriga eller närstående.

## Forskning
Det är okänt huruvida de plack och förändringar i hjärnan som bildas vid Alzheimers sjukdom är orsakande eller resultat av sjukdomen. Forskning bedrivs för att försöka förstå och kunna behandla orsaken till Alzheimers sjukdom.